# Scilla mesopotamica
Scilla mesopotamica är en sparrisväxtart som beskrevs av Franz Speta. Scilla mesopotamica ingår i släktet blåstjärnesläktet, och familjen sparrisväxter. Inga underarter finns listade i Catalogue of Life.